# Divertissement (Roussel)
Divertissement is een compositie van Albert Roussel. Divertissement staat daarbij voor afleiding, amusement. Het gecomponeerde stuk is dan ook “licht” van karakter. De speelsheid komt ook naar voren uit de bezetting waarvoor Roussel het werk schreef: blaaskwintet en piano. De combinatie van genre en bezetting maakte het ten tijde van de compositie lastig uit te voeren, omdat het werk niet echt paste binnen de klassieke kamermuziek en de bezetting destijds ongebruikelijk was. Tegenwoordig is de combinatie van blaaskwintet en piano redelijk gangbaar. Het eendelig werk bestaat uit een zeven minuten durend rondo.
Het werk werd voor het eerst gespeeld aan het Société moderne d’instruments à vent (Frans voor 'Moderne vereniging voor blaasinstrumenten') op 10 april 1906. De muziek past goed bij de naam van de vereniging. Voor wat betreft de stijl werd Roussel bij dit werk beïnvloed door La Mer van Claude Debussy. Roussel zou in die periode de stijl van zijn leraar Vincent d'Indy langzaam inruilen voor die van de impressionisten
Bezetting:
- 1 dwarsfluit, 1 hobo, 1 klarinet, 1 fagot
- 1 hoorn
- 1   piano